# Luis Alberti
Luis Felipe Alberti Mieses (La Vega, República Dominicana, 6 de abril de 1906 – Santiago de los Caballeros, 26 de enero de 1976) fue un músico, arreglista, director y compositor dominicano. Autor de reconocidas canciones y merengues populares tales como Compadre Pedro Juan.

## Carrera
Luis Alberti nació en La Vega, descendiente de una familia donde el oficio de músico no era algo extraño . Su tatarabuelo, Juan Bautista Alfonseca, compuso el primer himno nacional dominicano y su madre, María de la O Mieses Alfonseca, fue profesora de piano.
A la edad de siete años, Alberti tocó los platillos en la banda municipal de su ciudad natal antes de mudarse con su familia a Santa Cruz de Mao, donde aprendió a tocar el violín y comenzó su carrera profesional. Después, el joven músico fue a Santiago de los Caballeros a perfeccionar el estudio del violín. El acompañó algunas películas del cine mudo en teatros de Santo Domingo y tocó con la Orquesta Sinfónica de Santo Domingo en 1932, año de su fundación.
En 1936, Alberti lideró una original jazz band de merengue, que a menudo usaba armonías mucho más complejas que el merengue típìco , conocido también como perico ripiao, ejecutado por los conjuntos tradicionales y compuestos básicamente por acordeón, tambora y güira.

## Importancia
Alberti le dio al merengue una apariencia más urbana, llevándolo a los salones de baile de la alta sociedad dominicana. Él es autor de canciones como Luna sobre el Jaragua, Tu no podrás olvidar, Estampas criollas y especialmente Compadre Pedro Juan, su tema más conocido y que ha sido grabado por decenas de artistas, incluyendo a Billo Frómeta, Xavier Cugat, El Gran Combo de Puerto Rico, Porfi Jiménez, Dámaso Pérez Prado, Wilfrido Vargas, Angel Viloria y su conjunto típico cibaeño, Alberto Naranjo & El Trabuco Venezolano, entre otros.
Alberti, también escribió el Método de tambora y güira, la colección de canciones infantiles y el libro Música, músicos y orquestas bailables dominicanas.
Alberti murió en Santiago de los Caballeros, a los sesenta y nueve años.

## Discografía
- Luna Sobre el Jaragua (1951)

1. Compadre Pedro Juan
2. Tú no podrás olvidar
3. Entre pinares
4. Caliente
5. Rita
6. Contigo
7. Sancocho prieto
8. Luna sobre el Jaragua
9. Anhelos
10. Leña
11. Muñeca
12. Que cachimbo

- Luna Sobre el Jaragua Vol. 2 (1955)

1. Tía Nidia
2. Dame el si
3. Bésame
4. Santiago
5. Sodelincas
6. La cita
7. Ansiedad
8. Así bailo yo
9. Tú no podrás olvidar
10. Yo creo en ti
11. Mi casa
12. Cualquiera va

- Fiesta Navideña en Quisqueya (1966)

1. Aguinaldo dominicano
2. Nochebuena ven
3. Navidad
4. Duérmete, niño
5. Merengue de Navidad
6. El martiniqueño
7. Año Nuevo
8. Venid pastorcitos
9. Salve navideña
10. Navidad
11. Jaleo pascual
12. Carabiné

- Cita Con el Pasado (1969)

1. Ven
2. En dónde estás
3. Súplica inútil
4. Desguañangue
5. Veneno
6. Juan Gomero
7. Concierto de amor
8. El Valito
9. Azul
10. Muchachos
11. Mi adoración
12. Consígueme aso

- Merengues (1970)

1. Celeste Aurora
2. Pantalón corto
3. Fe, esperanza y caridad
4. Cosa buena
5. El quitipón
6. Mi merengue
7. Contigo
8. María Engracia
9. Los barberos
10. El baile de Josefa
11. El palo 'e Juan Tomás

- Navidades Dominicanas (con Johnny Ventura) (1977)

1. Feliz Navidad
2. Salsa pa' tu lechón
3. Llegó la luz de la mañana
4. Carabiné
5. Navidad ausente
6. Quisqueya
7. Año Nuevo
8. Nochebuena otra vez
9. Esta Navidad
10. Cantares de Navidad